# Roxita albipennata
Roxita albipennata là một loài bướm đêm trong họ Crambidae.